# Maquiladora

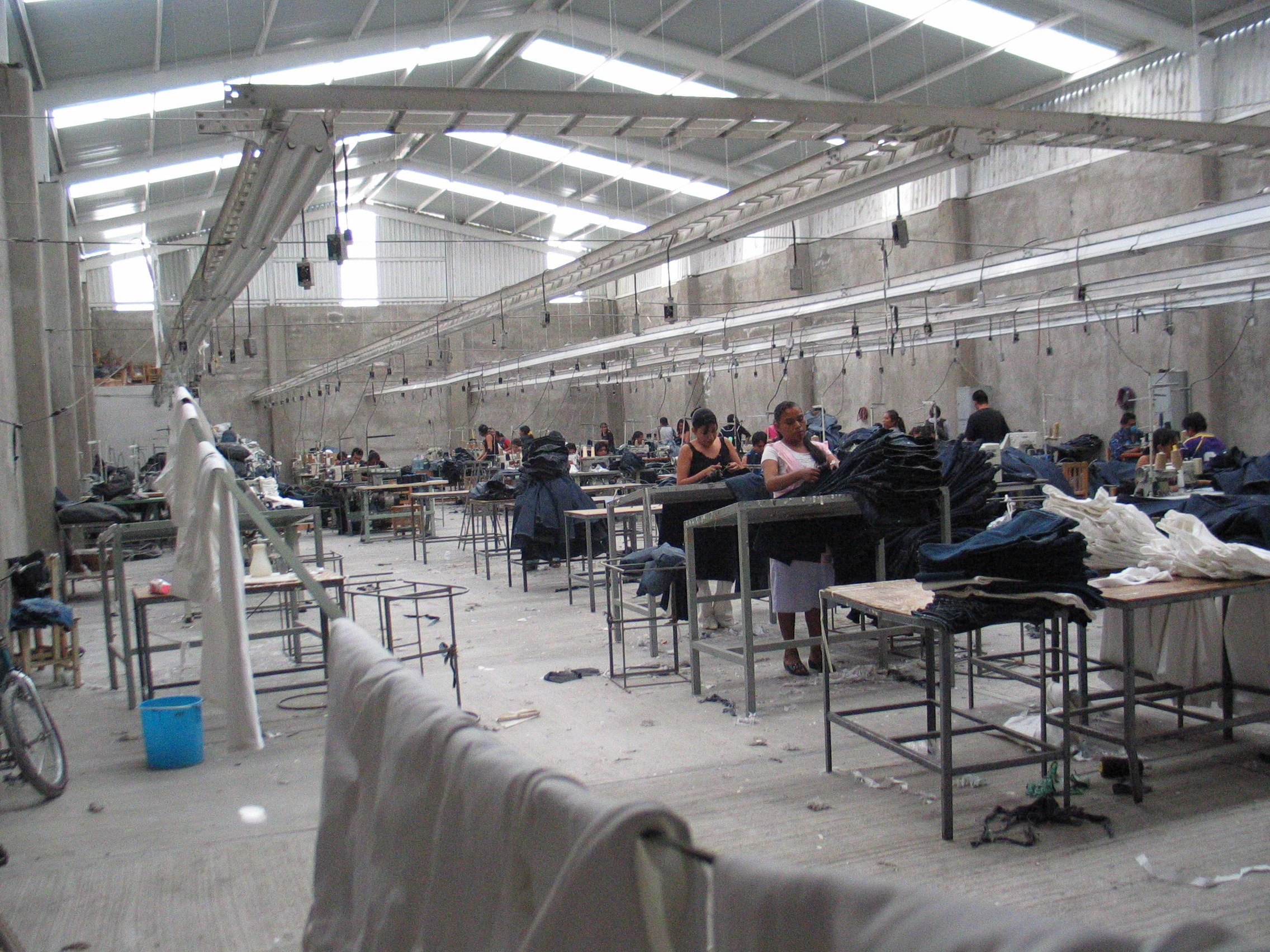
Una maquiladora en México.

Una industria maquiladora es una empresa que importa productos sin pagar impuestos, cuyo producto se comercializa en el país de origen de la materia prima. El término se originó en México.
La mayoría de estas fábricas están situadas en ciudades mexicanas de la frontera con Estados Unidos, principalmente Tijuana, Mexicali, Ciudad Juárez, Reynosa y Heroica Nogales. Estas compañías deben trabajar bajo el programa de maquila, requiriendo que todos los productos vuelvan a su país de origen. El capital de las maquiladoras suele ser íntegramente extranjero. Generalmente las propietarias son compañías estadounidenses, aun cuando existen importantes empresas japonesas y coreanas y de muchos otros países establecidas en el cinturón fronterizo cuya matriz con fines fiscales, comerciales y publicitarios está establecida en Estados Unidos. También muchas empresas maquiladoras son de capital mexicano.
El establecimiento del decreto de maquila iniciado en el año 1965 fue en gran parte debido al fin del Programa Bracero, el cual se instituyó durante la Segunda Guerra Mundial con la intención de que extranjeros afines a la política de Estados Unidos suplieran los brazos de los ciudadanos estadounidenses que partieron al frente de guerra, cosa que permitió que trabajadores agrícolas mexicanos encontraran trabajo agrícola temporal en los Estados Unidos.  El final de este programa en 1964 aumentó el índice de desempleo en la región fronteriza.
La instalación de la Industria maquiladora de Exportación (IME) en la frontera norte de México fue resultado de un programa pactado en un comienzo entre los gobiernos de México y los Estados Unidos. En mayo de 1965 se estableció la Política de fomento a la Industria Maquiladora de Exportación en coordinación con el programa de Industrialización de la Frontera Norte. El propósito del gobierno mexicano era el de retener la fuerza de trabajo que emigraba al país vecino en busca de empleo.

## Maquiladora en México
Debido al aumento de las políticas reguladoras, los impuestos, y las declaraciones financieras en los países desarrollados las empresas mudaron sus industrias hacia lugares que permitirían su evasión, como es el caso de México. Estableciéndose como impulsor de nuevas fuentes de ingresos y de desarrollo, Armando Zertuche, director del departamento de desarrollo de México, en el año 2000 propuso a la ciudadanía mexicana que las maquilas ayudarían al desarrollo del país y que estar en contra de ellas era estar en contra del desarrollo.
La industria maquiladora en México empezó en el año 1942 como un acuerdo entre Estados Unidos y el gobierno mexicano con el incentivo de crear trabajos para los estratos más pobres de México. La maquila constituye un punto de análisis asociado con las exportaciones ya que en 2005 el 56% de la producción maquiladora en México fue destinada a exportaciones. Dentro de las industrias maquiladoras mexicanas el pago por día en el 2008 fue de un rango entre 4 a 10 dólares. Según el Consejo Nacional de la Industria Maquiladora y Manufacturera de Exportación (INDEX) en el país se encuentran 1.3 millones de trabajadores tanto directamente como indirectamente y se estima un promedio de 2.157 millones de empleos creados entre 1994 y 2000.
La industria maquiladora no representa la mayoría de exportaciones del país sino, simplemente, la exportación de la fuerza de trabajo mexicana incorporada en los productos finales ensamblados y exportados. El auge de la maquila alcanzó su punto máximo a principios de 2001, cuando más de 3,800 empresas estaban operando en todo México, la mayoría aún agrupadas en los estados fronterizos. En ese momento 1,339,000 trabajadores mexicanos estaban empleados en las plantas. En 2001, el 48.6 por ciento del valor de todas las exportaciones mexicanas provino del sector de la maquila. A partir de 1983, el sector maquilador fue la fuerza impulsora en el nuevo modelo económico. El contraste es importante debido a la elevada participación del sector de la maquila en el comercio de México (en 2006 representó el 60% de las exportaciones de manufacturas y de las importaciones totales de bienes intermedios).

## Etimología
La palabra maquila se originó en el Medioevo español para describir un sistema de moler el trigo en molino ajeno, pagando al molinero con parte de la harina obtenida. Tal fue también la forma tradicional de producción de azúcar en los ingenios de las Antillas, que en el siglo XIX obtenían su caña de cultivadores llamados colonos; estos cobraban en azúcar el valor de la caña entregada, de acuerdo con las normas establecidas por los mismos ingenios.

## Condiciones laborales
Uno de los principales objetivos del Programa de Industrialización Fronteriza («Border Industrialization Program», en inglés) aplicado a la zona de la frontera entre Estados Unidos y México era atraer la inversión extranjera. Con este fin, la mano de obra mexicana se mantiene barata y competitiva con otros países de exportación más importantes, para favorecer la permanencia de las empresas estadounidenses establecidas en México. Las mujeres mexicanas trabajan para ganar aproximadamente una sexta parte de lo que se paga en Estados Unidos. La rotación de empleados es también relativamente alta, alcanzando hasta un 80% en algunas maquiladoras, en parte debido a las amenazas de estrés y de salud comunes a este tipo de mano de obra.
A los trabajadores se les pagan salarios muy bajos (a menudo no es un salario digno), viven en condiciones de pobreza, y tienen escasa seguridad laboral.
Las maquilas no solo incrementan los problemas de explotación sino que también marcan la desigualdad y desprotección de sus trabajadores por las condiciones laborales deplorables que afectan la calidad de vida de los trabajadores, apoyando la mala distribución de las riquezas y marcando la carencia de derechos laborales básicos, como pueden ser el establecimiento de horas laborales concretas, el derecho a un salario justo y la cobertura de necesidades médicas. Esto posiciona a los trabajadores en una situación de desventaja, marcando las brechas económicas en el país destinado a tener empresas maquiladoras.

## Maquiladoras de apoyo
Las maquiladoras que se instalaron en la zona fronteriza tenían la ventaja del cruce más veloz a comparación de las maquilas a las cuales su ubicación las ponía a una distancia mayor. Estas maquiladoras se abastecen del país fronterizo, sin embargo lo que usaban como elementos secundarios en el proceso de la manufactura, a menudo el tráfico se interrumpe y esto los obliga a buscar proveedores locales, siendo estos otras maquiladoras que se habían establecido en la frontera con la única función de dar servicio a la maquiladoras. Con el crecimiento del mercado nacional, estos proveedores buscan otras formas de vender en este nuevo territorio que no cuenta con competencia de las grandes compañías.